# Campionati tedeschi di ski cross 2015
I Campionati tedeschi di ski cross 2015 si sono svolti a Grasgehren, il 22 marzo. Il programma ha incluso sia la gara femminile che la gara maschile. 
Trattandosi di competizioni valide anche ai fini del punteggio FIS, vi hanno partecipato anche sciatori di altre federazioni, senza che questo consentisse loro di concorrere al titolo nazionale tedesco.

## Risultati

### Uomini
| Pos. | Atleta           | Nazione     |
| ---- | ---------------- | ----------- |
| 1    | Stefan Thanei    | Italia      |
| 2    | Daniel Bohnacker | Germania    |
| 3    | Rupert Nagl      | Germania    |
| 4    | Paul Eckert      | Germania    |
| 5    | Brant Crossan    | Stati Uniti |
| 6    | Daniel Traxler   | Austria     |
| 7    | Johannes Aujesky | Austria     |
| 8    | Niki Lehikoinen  | Finlandia   |
| 9    | Adam Kappacher   | Austria     |
| 10   | Florian Eigler   | Germania    |

### Donne
| Pos. | Atleta             | Nazione     |
| ---- | ------------------ | ----------- |
| 1    | Daniela Maier      | Germania    |
| 2    | Sabrina Weilharter | Germania    |
| 3    | Anna Woerner       | Germania    |
| 4    | Tania Prymak       | Stati Uniti |
| 5    | Christina Manhard  | Germania    |